# Шеффер, Генри Морис
Генри Морис Шеффер  (англ. Henry Maurice Sheffer, 1882 —  1964) — американский логик.

## Биография
Генри Шеффер родился в семье польских евреев на Украине, вместе с родителями эмигрировал в США. Получил образование в Гарвардском университете, изучал логику под научным руководством Джосайя Ройса. Его карьера учёного и преподавательская деятельность связаны, в основном, с кафедрой философии в Гарварде. 
В 1913 году Шеффер доказал, что Булева алгебра может быть определена с использованием единственной первичной бинарной логической операции, которую можно выразить через отрицание и конъюнкцию. Данная булева функция названа именем учёного Штрих Шеффера. Чарльз Пирс также в 1880 году пришёл к подобным результатам, но его работы не были опубликованы до 1933 года.
Открытие Шеффера высоко оценил Бертран Рассел и использовал для упрощения своей логики во втором издании книги «Начала математики». «Математическая логика» Куайна также во многом основана на Штрихе Шеффера.